# 젱주르자브

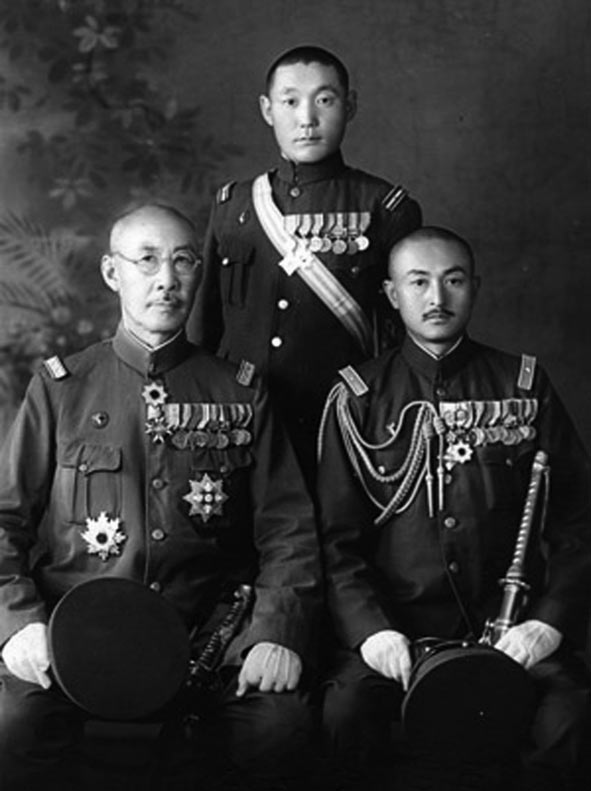
젱주르자브(우측)와 우얼진 가르마에프(좌측)

젱주르자브(正珠爾扎布, 1906년 ~ 1967년 11월)는 만주국의 군인이다. 중화민국 북양정부에 맞서 만주-몽골 독립 운동을 벌이다 전사한 바보자부의 셋째 아들이며 능승의 사위로, 일본에서 교육받고 군인이 되었다. 최종 계급은 육군 소장이었으며, 그때 보직은 제10군관구 참모장. 창씨개명한 이름은 다나카 다다시(田中正). 1945년 8월 소련군이 참전한 이후 해랍이 교외에서 반란을 일으켜 일본계 군관들을 죽이고 소련군에 투항했다. 그 뒤 하바로프스크의 수용소에 수감되었다가 1950년 푸순 전범관리소로 이감되었다. 사상개조를 받은 뒤 1960년 11월 28일 특사로 풀려나 국영 영림장의 노동자가 되었다. 1966년 문화 대혁명이 시작되자 반성실에 격리되었고, 1967년 11월 중순 어느 밤 영림장 텃밭의 나무에 목을 매 자살했다.